# Верхняя Теча
Верхняя Теча — село в Катайском районе Курганской области. Административный центр Верхнетеченского сельсовета.

## История
До 1917 года центр Верхтеченской волости Шадринского уезда Пермской губернии. По данным на 1926 год село Верхтеченское состояло из 346 хозяйств. В административном отношении являлось центром Верхтеченского сельсовета и Верхтеченского района Шадринского округа Уральской области.

## Население
| 1989 | 2002 | 2010 |
| ---- | ---- | ---- |
| 736  | ↘634 | ↘545 |

По данным переписи 1926 года в селе проживало 1471 человек (664 мужчины и 807 женщин), в том числе: русские составляли 99 % населения.